# آنتون استیپانچیچ
آنتون استیپانچیچ (انگلیسی: Antun Stipančić؛ ۱۸ مهٔ ۱۹۴۹ – ۲۰ نوامبر ۱۹۹۱) یک بازیکن تنیس روی میز اهل کرواسی بود. 
وی در مسابقات کشوری و بین‌المللی در مجموع برنده ۵ مدال طلا، ۷ مدال نقره، ۱۲ مدال برنز شده‌است.